# Jewhen Hirnyk
Jewhen Ołeksijowycz Hirnyk, ukr. Євген Олексійович Гірник (ur. 11 stycznia 1954 w Kałuszu) – ukraiński polityk i samorządowiec, parlamentarzysta, były działacz Kongresu Ukraińskich Nacjonalistów. Syn Ołeksy Hirnyka.

## Życiorys
W 1976 ukończył studia na Politechnice Lwowskiej. Pracował jako inżynier-technolog. W 1990 stanął na czele KW Rady Miejskiej w Kałuszu, od 1991 do 1994 pełnił obowiązki jego wiceprzewodniczącego. W latach 1994–2000 zasiadał w Radzie Miejskiej Kałusza, był wicestarostą rejonu kałuskiego. Zaangażował się w działalność Kongresu Ukraińskich Nacjonalistów, w którym doszedł do stanowiska zastępcy przewodniczącego partii.
W 1998 kandydował bez powodzenia w wyborach do Rady Najwyższej. Był wiceprzewodniczącym Regionalnej Agencji Rozwoju Gospodarczego w Iwano-Frankowsku.
Cztery lata później uzyskał mandat deputowanego z listy Naszej Ukrainy. W Radzie zasiadał we frakcji "Naszej Ukrainy" (do 2005) oraz w grupie "Reformy i Porządek". W 2006 odnowił swój mandat z listy NU. Rok później bez powodzenia ubiegał się o reelekcję z ramienia koalicji Nasza Ukraina-Ludowa Samoobrona, wbrew stanowisku własnej partii, która opuściła centroprawicową koalicję. Za start z listy NUNS został w 2007 wykluczony z KUN.